# Lasek (Basse-Silésie)
Pour les articles homonymes, voir Lasek.
Lasek est une localité polonaise de la gmina d'Udanin, située dans le powiat de Środa Śląska en voïvodie de Basse-Silésie.